# Майкл Гросс
Майкл Едвард Гросс (англ. Michael Edward Gross; нар. 21 червня 1947) — американський актор телебачення, кіно та сцени, комік. Відомий ролями Стівена Кітона у ситкомі «Родинні зв'язки» (1982–89) та Берта Гаммера у фільмах з франшизи «Тремтіння землі».

## Біографія
Гросс народився в Чикаго, син Вірджинії Рут (уродженої Кейхілл), телефонної операторки, та Вільяма Оскара Гросса, конструктора інструментів. Гросс та його молодша сестра Мері виховувались у католицькому дусі. Початкову освіту Гросс спершу здобував у школі Святого Франсіса Ксав'єра, потім в школі Святої Женев'єви в Чикаго.
Далі він навчався в середній школі Келвін-Парк на півночі Чикаго, яку закінчив у 1965 році. Після закінчення школи поступив в Іллінойський університет в Чикаго, де здобув ступінь з драми. Потім вступив до Єльського університету, де здобув ступінь магістра образотворчих мистецтв.

## Особисте життя
Гросс одружений з кастинг-менеджеркою Ельзою Бержерон з 2 червня 1984 року. Він вітчим двох її дітей.
Його сестра, Мері, теж акторка, колишня учасниця акторського складу Суботнього вечора в прямому ефірі.

## Фільмографія
| Рік       |    | Українська назва                                      | Оригінальна назва                            | Роль                                          |
| --------- | -- | ----------------------------------------------------- | -------------------------------------------- | --------------------------------------------- |
| 1975      | тф |                                                       | A Girl Named Sooner                          | Джим Сіві                                     |
| 1980      | ф  | Просто скажи мені, що ти хочеш                        | Just Tell Me What You Want                   | Лотар                                         |
| 1980      | тф | FDR: Останній рік                                     | F.D.R.: The Last Year                        | Доктор Говард Бруенн                          |
| 1981      | тф | Будинок мрії                                          | Dream House                                  | Юлій "Дж. Дж." Якобсон                        |
| 1982      | тф | Сусідство                                             | The Neighborhood                             | Джек Вулф                                     |
| 1982      | ф  | Маленька Глорія... Нарешті щаслива                    | Little Gloria... Happy at Last               | Гільхріст                                     |
| 1982—1989 | с  | Сімейні зв'язки                                       | Family Ties                                  | Стівен Кітон (головна роль, 171 серій)        |
| 1987      | мф | Дороті зустрічає Озму з країни Оз                     | Dorothy Meets Ozma of Oz                     | камео (озвучка)                               |
| 1988      | тф |                                                       | In the Line of Duty: The F.B.I. Murders      | Вільям Матікс                                 |
| 1988      | ф  | Великий бізнес                                        | Big Business                                 | Доктор Джей Маршалл                           |
| 1989      | тф | Янкі Коннектикута при дворі короля Артура             | A Connecticut Yankee in King Arthur's Court  | король Артур                                  |
| 1989      | ф  | Тремтіння землі                                       | Tremors                                      | Берт Гаммер                                   |
| 1991      | ф  | Холодний, як лід                                      | Cool as Ice                                  | Гордон Вінслоу / Джеймс Ентоні Гаккет         |
| 1992      | ф  |                                                       | Alan & Naomi                                 |                                               |
| 1992      | тф | З помстою                                             | With a Vengeance                             | Френк Таннер                                  |
| 1993      | мс | Бетмен                                                | Batman: The Animated Series                  | Ллойд Вентрікс / Моджо (озвучка)              |
| 1994      | тф | Загублені в снігах: Історія Джима та Дженніфер Столпа | Snowbound: The Jim and Jennifer Stolpa Story | Кевін Малліган                                |
| 1994      | ф  | Ніколи не просіть диявола приготувати обід            | Never Ask the Devil to Pack a Lunch          |                                               |
| 1995      | тф | Ошуканий довірою                                      | Deceived by Trust                            | Доктор Гордон Павелл                          |
| 1996      | тф | Викрадення: Рейс 285                                  | Hijacked: Flight 285                         | Бен Горн                                      |
| 1996      | тф | Створення голлівудської пані                          | The Making of a Hollywood Madam              | Пол Флейс                                     |
| 1996      | ф  | Тремтіння землі 2: Повторний удар                     | Tremors 2: Aftershocks                       | Берт Гаммер                                   |
| 1996      | с  | За межею можливого                                    | The Outer Limitss                            | професор Стен Герст (серія «Inconstant Moon») |
| 1996      | ф  | Інколи вони повертаються... Знову                     | Sometimes They Come Back… Again              | Джон Портер                                   |
| 1998      | ф  | Наземний контроль                                     | Ground Control                               | Мюррей                                        |
| 1999      | мс | Бетмен майбутнього                                    | Batman Beyond                                | Воррен Макгінніс (озвучка)                    |
| 2000      | с  | Спін-Сіті                                             | Spin City                                    | Доктор Петерсон (серія 4.25)                  |
| 2001      | ф  | Тремтіння землі 3: Повернення в Перфекшн              | Tremors 3: Back to Perfection                | Берт Гаммер                                   |
| 2002—2004 | с  | Швидка допомога                                       | ER                                           | Джон Картер-старший                           |
| 2002      | с  | Закон і порядок: Спеціальний корпус                   | Law & Order: Special Victims Unit            | Артур Естерман / Вартан Дадіан (серія 4.4)    |
| 2002      | с  | Закон і порядок: Злочинні наміри                      | Law & Order: Criminal Intent                 | доктор Чарльз Вебб (серія 1.12)               |
| 2003      | с  | Тремтіння                                             | Tremors                                      | Берт Гаммер                                   |
| 2004      | ф  | Тремтіння землі 4: Легенда починається                | Tremors 4: The Legend Begins                 | Берт Гаммер                                   |
| 2006—2011 | с  | Як я зустрів вашу маму                                | How I Met Your Mother                        | Альфред Мосбі (3 серії)                       |
| 2008      | тф | 100 мільйонів років тому                              | 100 Million BC                               | доктор Френк Рено                             |
| 2006—2009 | с  | Молоді і зухвалі                                      | The Young and the Restless                   | Рік Болдвін                                   |
| 2010      | с  |                                                       | Tim and Eric Awesome Show, Great Job!        | Робін (серія «Ворони»)                        |
| 2010      | с  | Ясновидець                                            | Psych                                        | Коді Блер (серія «Ходьба мертвого ведмедя»)   |
| 2010      | с  | Парки та зони відпочинку                              | Parks and Recreation                         | Майкл Танслі (серія «Літній каталог»)         |
| 2011      | мс | Ден проти                                             | Dan Vs.                                      | Дон (озвучка)                                 |
| 2011      | с  | Угамуй свій запал                                     | Curb Your Enthusiasm                         | дерматолог доктор Рівкін (серія 8.4)          |
| 2012      | ф  | Фільм про мільярди доларів Тіма та Еріка              | Tim and Eric's Billion Dollar Movie          | оповідач                                      |
| 2012      | ф  | Собака, яка врятувала свята                           | The Dog Who Saved the Holidays               | Нед                                           |
| 2012      | с  |                                                       | NTSF: SD: SUV::                              | Гек Джинглз серія «Сім'я помирає»             |
| 2012      | ф  | Повинно бути                                          |                                              | містер Трантем                                |
| 2012      | ф  | Неслухняний чи чемний                                 | Naughty or Nice                              | Волтер Крінгл                                 |
| 2012      | ф  | Атлант розправив плечі: Частина 2                     | Atlas Shrugged: Part II                      | Тед Кіллман                                   |
| 2013      | ф  | Гостьовий дім                                         | Guest House                                  | Лу Веслі                                      |
| 2014      | с  | Останній справжній чоловік                            | Last Man Standing                            | пан Гардін (серія «Твердодупий вчитель»)      |
| 2014      | с  | Форс-мажори                                           | Suits                                        | Вальтер Гілліс (4 серії)                      |
| 2014      | с  | Управління гнівом                                     | Anger Management                             | доктор Ренді Воррен (4 серії)                 |
| 2015      | с  | Грейс і Френкі                                        | Grace &amp; Frankie                          | Джефф (2 серії)                               |
| 2015      | ф  | Тремтіння землі 5: Грім з-під землі                   | Tremors 5: Bloodlines                        | Берт Гаммер                                   |
| 2015      | тф |                                                       | Rosemont                                     | доктор Моліна                                 |
| 2016      | мф | Білал: Нова порода героїв                             | Bilal: A New Breed of Hero                   | Укба (озвучка)                                |
| 2016      | с  | Закон і порядок: Спеціальний корпус                   | Law & Order: Special Victims Unit            | Джеффрі Принс (серія 17.20)                   |
| 2016      | с  | Спільність                                            | Togetherness                                 | містер Пірсон (серія «Advanced Pretend»)      |
| 2017      | с  | Грейс і Френкі                                        | Grace &amp; Frankie                          | Джефф (серія 11)                              |
| 2018      | с  | Курс біології                                         | A.P. Bio                                     | Брендон (серія «Хлопець Розмарі»)             |
| 2018      | ф  | Тремтіння землі 6: Холодний день у пеклі              | Tremors: A Cold Day in Hell                  | Берт Гаммер                                   |
| 2019      | тф | Сестра нареченої                                      | Sister of the Bride                          | Роберт                                        |
| 2019      | ф  | Ноель                                                 | Noelle                                       | старший ельф Ейб                              |
| 2020      | ф  | Тремтіння землі 7: Острів люті                        | Tremors: Shrieker Island                     | Берт Гаммер                                   |